# Водовоз Роман Іванович
Рома́н Іва́нович Водово́з (1990, с. Хмелівка, Тернопільська область — 9 липня 2022, м. Часів Яр, Донецька область) — український військовослужбовець, старший солдат 24 ОМБр Збройних сил України, учасник російсько-української війни. Кавалер ордена «За мужність» III ступеня (2023, посмертно).

## Життєпис
Роман Водовоз народився 1990 року в селі Хмелівка, нині Микулинецької громади Тернопільського району Тернопільської области України.
Працював і проживав у Теребовлі, згодом — у Новій Брикулі (нині Тернопільського району).
Мобілізований у лютому 2022 року, служив у складі 24-ї окремої механізованої бригади. Загинув 9 липня 2022 року внаслідок ракетного удару в м. Часів Яр на Донеччині
Похований 17 липня 2022 року в родинному селі.
Залишилися двоє доньок та син.

## Нагороди
- орден «За мужність» III ступеня (9 січня 2023, посмертно) — за особисту мужність і самовідданість, виявлені у захисті державного суверенітету та територіальної цілісності України, вірність військовій присязі[1].